# Багнюк Надія Михайлівна
Наді́я Миха́йлівна Багню́к — (*11 грудня 1945, Бійськ Алтайського краю) — українська художниця. Працює переважно у техніці акварелі. Членкиня Національної спілки художників України з 1996 р.

## З життєпису
1971 р. закінчила Державну Академію мистецтв Грузії, м. Тбілісі, відділення прикладного мистецтва, фах кераміка.
Педагогами були професор Г. Д. Хахуташвілі, А. Л. Какабадзе, С. Суханішвілі.
Член Спілки художників Грузії з 1988 р., член Спілки художників Російської Федерації з 1996 р. Учасник обласних, республіканських та всесоюзних виставок живопису, акварелі та графіки з 1978 р.
Персональні виставки проводидилися у Тбілісі, 1988, Москва, 1993, Вінниця — 1998 р, 1999, Вінницький обласний художній музей, 2005 р.

## Твори
Твори зберігаються у музейних колекціях Кореї, Грузії, Росії, у Вінницькому обласному художньому музеї, приватних колекціях.